# Majskij (rejon kilemarski)
Majskij (ros. Майский) – osiedle w Rosji, w Mari El, w rejonie kilemarskim. W 2010 liczyło 237 mieszkańców.